# Winnezeele

Winnezeele este o comună în departamentul Nord, Franța. În 1 ianuarie 2022 avea o populație de 1.280 de locuitori.